# リンカーン・パーク (コミュニティ・エリア)
リンカーン・パーク（Lincoln Park）は、イリノイ州シカゴのコミュニティ・エリアの1つでノース・サイドに位置している。名称はリンカーン・パークより。

## 地形
シカゴの北部に位置しており、北にはノース・センターとレイク・ビュー、東にはミシガン湖、西にはローガン・スクウェア、ウエスト・タウン、南にニアー・ノース・サイドと接している。

## 区域
- ウエスト・デポール
- オールド・タウン・トライアングル
- パーク・ウェスト
- リンカーン・パーク
- ランチ・トライアングル
- シェフィールド・ネイバーズ
- ライトウッド・ネイバーズ

## 交通
シカゴ交通局（CTA）のレッド線、パープル線、ブラウン線が通っており、ライトウッド駅、ウェブスター駅、ハルステッド駅、ファラートン駅、ダイヴァージー駅、アーミテージ駅がある。